# سرزمین من (ترانه)
«سرزمین من» ترانهٔ معروف افغانی است که توسط خوانندگان مختلف از جمله داوود سرخوش و صدیق شباب اجرا شده است.